# 高橋義博
高橋 義博（たかはし よしひろ、1951年2月7日 - ）は、日本中央競馬会・美浦トレーニングセンターに所属していた調教師。栃木県出身。

## 来歴
1951年、栃木県出身。大学で牛について学び、卒業後はアルゼンチンに渡り厩務員を経験する。その後美浦トレーニングセンターの笹倉武久厩舎などでの調教助手を経て、47歳となる1998年に調教師試験に合格、翌1999年3月に厩舎を開業した。同年5月8日、東京競馬場第2競走をレッツストーンで制し、初勝利を挙げた。
2010年、中山大障害をバシケーンで制し、重賞初制覇をGI級競走で成し遂げた。翌年1月には、「重賞を勝ったら伸ばしていた長髪を切る」という公約に則り、後藤浩輝や蓑島靖典らが参加しての断髪式を厩舎で行った。2012年にはコスモオオゾラで弥生賞を制し、JRA平地重賞初制覇。
2020年7月20日、JRAに勇退届を提出。8月20日付で調教師を引退した。なお、これにより繰り上がりで伊坂重信厩舎が翌日付で新規開業した。

## 人物
- 趣味はキックボクシングやマスターズ陸上などのスポーツで、調教師引退後は大会に参加したいと語っている[1]。

## 調教師成績
|            | 日付           | 競馬場・開催  | 競走名     | 馬名               | 頭数 | 人気 | 着順 |
| ---------- | -------------- | ------------- | ---------- | ------------------ | ---- | ---- | ---- |
| 初出走     | 1999年3月6日   | 2回中山3日9R  | 桃花賞     | テンシノウタ       | 16頭 | 8    | 2着  |
| 初勝利     | 1999年5月8日   | 2回東京5日2R  | 4歳未勝利  | レッツストーン     | 12頭 | 3    | 1着  |
| 重賞初出走 | 1999年3月20日  | 2回中山7日11R | フラワーC  | テンシノウタ       | 16頭 | 8    | 3着  |
| 重賞初勝利 | 2010年10月25日 | 5回中山7日10R | 中山大障害 | バシケーン         | 12頭 | 10   | 1着  |
| GI初出走   | 2004年4月11日  | 2回阪神6日11R | 桜花賞     | レディインブラック | 18頭 | 8    | 10着 |
| GI初勝利   | 2010年10月25日 | 5回中山7日10R | 中山大障害 | バシケーン         | 12頭 | 10   | 1着  |

### 主な管理馬
- マイターン（西塚安夫厩舎より移籍）
- プリンセスメモリー（2009年ダリア賞、2010年クイーンカップ2着、2013年オーロカップ、2014年ラピスラズリステークス）
- バシケーン（2010年中山大障害）
- タカラボス（2011年中山グランドジャンプ3着）
- コスモオオゾラ（2012年弥生賞）
- マイネオーラム（2014年フローラステークス3着）
- ゲッカコウ（2016年フラワーカップ2着）